# Irene Solà
Irene Solà Sáez (ur. 17 sierpnia 1990 roku) – hiszpańska i katalońska pisarka i artystka. 
Absolwentka wydziału sztuk pięknych na Uniwersytecie Barcelońskim oraz wydziału literatury, filmu i sztuk wizualnych na Uniwersytecie w Sussex.  Zadebiutowała w 2012 roku tomikiem Bèstia, a sześć lat później wydała powieść Els dics. Jej ostatnia książka Ja śpiewam, a góry tańczą (Canto jo i la muntanya balla) została wyróżniona Europejską Nagrodą Literacką, uhonorowana Nagrodą Llibres Anagrama, Nagrodą Punt de Llibre pisma internetowego „Núvol”, Nagrodą Cálamo oraz Nagrodą im. Marii Àngels Anglady. Znalazła się również wśród nominowanych w Konkursie na Książkę Górską Roku 2023 oraz pośród najlepszych książek prozatorskich 2022 roku w rankingu „The Guardian”.

## Książki
- Canto jo i la muntanya balla (Barcelona: Anagrama, 2019)
  - Canto yo y la montaña baila, trad. Concha Cardeñoso (Anagrama, 2019)[2]
  - When I Sing, Mountains Dance, translated by Mara Faye Lethem (Graywolf Press, 2022)[3]
  - Ja śpiewam, a góry tańczą (Wydawnictwo Czarne, 2023)[4]